# Platyla foliniana
Platyla foliniana là một loài động vật chân bụng trong họ Aciculidae. Nó được tìm thấy ở Pháp và Ý. Môi trường sống tự nhiên của chúng là các khu rừng ôn hòa. Nó bị đe dọa do mất nơi sống.